# 湄公河南鰍
湄公河南鰍（學名：Schistura bolavenensis）為輻鰭魚綱鯉形目條鰍科南鰍屬的其中一種。被IUCN列為瀕危保育類動物，分布於亞洲寮國布拉萬高原的湄公河流域，體長可達8.8公分，棲息在河川底層水域，生活習性不明。

## 扩展阅读
維基物種上的相關：湄公河南鰍